# Filchneria shobhaae
Filchneria shobhaae is een steenvlieg uit de familie Perlodidae. De wetenschappelijke naam van de soort is voor het eerst geldig gepubliceerd in 1969 door Singh & Ghosh.